# Android Cupcake
Android Cupcake (версия 1.5) — третья версия операционной системы Android, разработанная Google, являющаяся преемницей Android 1.1. Она была выпущена 27 апреля 2009 года и заменена Android Donut 15 сентября 2009 года. Основана на ядре Linux 2.6.27. Обновление включало новые функции для пользователей и разработчиков, а также новый API Android.
Релиз привнес в систему экранную клавиатуру и поддержку Bluetooth, а также улучшения существующих функций, таких как изменение графического пользовательского интерфейса для управления приложениями. Cupcake улучшил функции своих встроенных приложений; видео можно напрямую загружать на YouTube, как и фотографии в Picasa, приложение Gmail поддерживает пакетные действия, а веб-браузер был обновлен, чтобы включить новый движок JavaScript и копирование и вставку. Android Cupcake был первым крупным релизом Android, который использовал схему именования на кондитерскую тематику, схему, которая продолжалась до выпуска Android 10 в 2019 году.
К июлю 2010 года Android Cupcake составлял менее четверти активных устройств под управлением Android. В последующие месяцы популярность Android Cupcake среди пользователей начала снижаться, и к январю 2011 года Android Cupcake использовался на 4,7% устройств. 30 июня 2017 года Google прекратил поддержку Android Market на Cupcake.

## История
В декабре 2008 года исходный код Android был обновлен, сделав обновление «Cupcake» общедоступной. Версия 1.5 включала поддержку Bluetooth и исправляла различные проблемы с почтовым клиентом Android. Примерно в это же время появились сообщения о том, что HTC Dream получит обновление для Android Cupcake. Cupcake постоянно обновлялась в течение нескольких месяцев после ее выпуска, а в январе 2009 года были добавлены экранная клавиатура и приложение «Блокнот». HTC Magic был представлен в феврале как первое устройство, выпущенное с Cupcake, в частности, без физической клавиатуры. 
Android Cupcake был официально выпущен 27 апреля 2009 года. В течение нескольких дней после выпуска Cupcake некоторые HTC Dream начали получать беспроводное обновление для Android Cupcake.

## Изменения

### 1.5
- Возможность установки сторонних клавиатур.
- Новая программная клавиатура с функцией автозаполнения и возможностью работы при различных положениях экрана.
- Поддержка виджетов и папок на рабочем столе[10].
- Запись и воспроизведение видео в MPEG-4 и 3GP.
- Поддержка Bluetooth профиля A2DP и AVRCP.
- Возможность автоматического подключения к Bluetooth гарнитуре, находящейся на определённом расстоянии.
- Обновление WebKit и Javascript Engine.
- Возможность публикации фотографий (Picasa) и видео (YouTube) в интернете.
- Добавлен поиск по веб-странице и возможность работы с текстом.
- Визуальные изменения в браузере.
- Изменения списка контактов и истории звонков[11], добавлены аватарки на контакты.
- Добавлены инструменты для обслуживания и автоматического определения файловой системы карты памяти.
- Анимация при переключении между окнами.

### 1.5r2
- Добавлен патч на уязвимость oCERT-2009-006.

### 1.5r3
- Добавлен патч на уязвимость oCERT-2009-011.
- Добавлен IME для японского языка.
- Добавлена проверка на запрос разрешения к камере и к проигрывателю.

### 1.5r4
- Небольшие изменения в ANT Build System.